# Dictenidia subpartialis
Dictenidia subpartialis is een tweevleugelige uit de familie langpootmuggen (Tipulidae). De soort komt voor in het Palearctisch gebied.